# Bolesław Bartoszewicz
Bolesław Bartoszewicz (ur. 25 października 1927 w Wołkowysku k. Grodna, zm. w październiku 2007) – polski dziennikarz i publicysta kulturalny, redaktor naczelny miesięcznika „Życie Muzyczne”, członek Polskiego Związku Chórów i Orkiestr oraz Stowarzyszenia Dziennikarzy Polskich. 
Publikował m.in. w „Przeglądzie Kulturalnym”, „Tygodniku Kulturalnym” i „Kamenie”. 